# Red Brook (Chestnut Creek)
Red Brook – rzeka w stanie Nowy Jork, w hrabstwie Sullivan, uchodząca do Chestnut Creek. Zarówno długość cieku, jak i powierzchnia zlewni nie zostały oszacowane przez USGS.